# Tammari
I Tammari o Batammariba sono un popolo presente in Benin e in misura minore in Togo. La regione abitata dai Tammari, detta Koutammakou, si estende dal Togo nordorientale (regione di Kara) al Benin nordoccidentale. La loro lingua, chiamata anch'essa tammari, appartiene al gruppo delle lingue gur.

## Caratteristiche

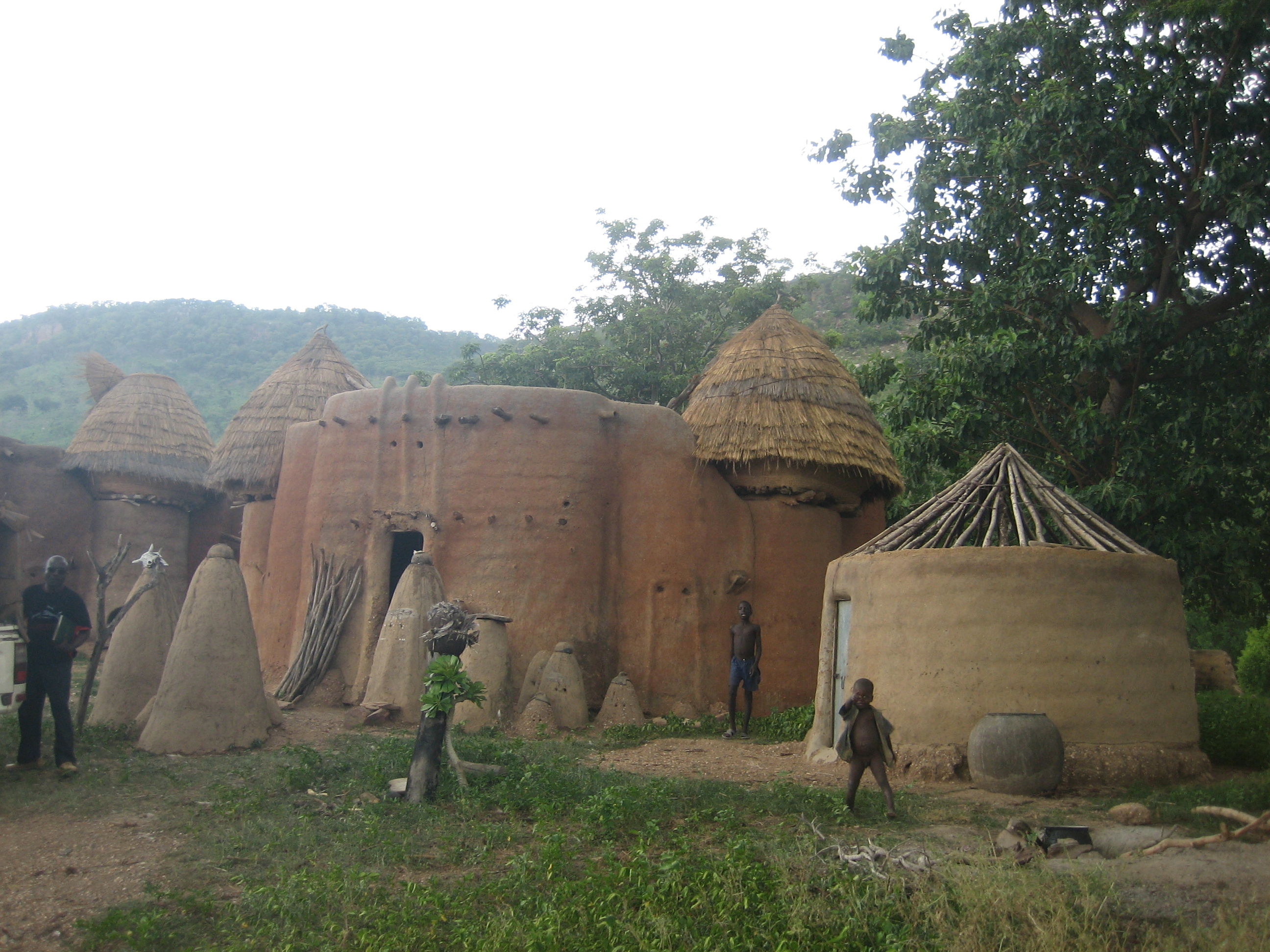
Case tammari, Togo

I Tammari sono fra le popolazioni africane che hanno meno subito l'influenza della cultura occidentale durante il colonialismo, e il loro stile di vita odierno è rimasto in gran parte invariato rispetto ai secoli passati. Sono noti soprattutto per i loro caratteristici villaggi, simili a piccole fortezze di fango. La struttura tipica dei villaggi tammari comprende un certo numero di torri col tetto conico, unite l'una all'altra da muri, e all'interno di questa struttura difensiva un complesso sistema di stanze e terrazze. L'abitudine di costruire villaggi fortificati consentì ai Tammari di mantenersi sempre indipendenti dalle altre tribù della zona, e persino di resistere ai Tedeschi quando l'odierno Togo divenne una colonia dell'Impero tedesco col nome di Togoland.
I villaggi fortificati Tammari della regione di Koutammakou sono stati dichiarati Patrimoni dell'Umanità dall'UNESCO, e sono oggi meta di alcuni itinerari ecoturistici.